# Beutolomäus
Beutolomäus (Beutolomäus Sack, aus Beutel und Bartholomäus; Spitzname: Beuto) ist eine fiktive Weihnachtsfigur, die im Kinderfernsehkanal KiKA im Vorweihnachtsprogramm auftritt. Nach Angaben des KiKA stellen die Geschichten mit Beutolomäus die erfolgreichsten eigenproduzierten Serien im Kinderkanal dar. Produziert wurden die Geschichten von der Studio.TV.Film, seit 2017 zeichnet die WunderWerk GmbH für die Produktion verantwortlich. Die Puppe „Beutolomäus“ wurde ab 2004 durch Hagen Tilp umgesetzt und betreut. Gespielt wurde Beutolomäus Sack von 2005 bis 2012 von dem Puppenspieler und Sprecher Alexis Krüger, davor von Siegfried Böhmke, Martin Paas und Thomas Rohloff. Der Puppenspieler saß dabei verkabelt auf einem Gummiball und ließ den Sack hüpfen. Die Bewegungen konnte er dabei über einen Monitor verfolgen, den er sich ans Bein band. Seit 2017 wird Beutolomäus komplett computeranimiert dargestellt und von Constantin von Jascheroff gesprochen.

## Geschichte
Entwickelt wurde die Figur Beutolomäus 1997 für das Kinderprogramm im KiKA. Seit der Gründung des Kinderkanals tritt Beutolomäus dort im vorweihnachtlichen Programm auf. Die Figur wurde als weihnachtliche Identifikationsfigur für den Sender und als Gegengewicht zu den amerikanischen Santa-Claus-Filmen entwickelt. Der Kinderkanal wollte eine Figur schaffen, die auf dem europäischen Weihnachtsmannmythos basiert, daher werden amerikanische Elemente wie Rudolph das rotnasige Rentier, helfende Elfen oder ein Wohnsitz am Nordpol aus der Serie herausgehalten. Ursprünglich reiste der Weihnachtsmann auch nicht mit dem Rentierschlitten, sondern mit einem geheimen Rohrsystem. Zuerst sollte die Figur den Namen Bartholomäus tragen. Die Idee wurde jedoch verworfen und ein neuer Name entwickelt, um für Kinder die Identifikation mit Beutolomäus einfacher zu gestalten. Im Jahr 2011 wurden einige Serienfolgen auch im Ersten gekürzt in Spielfilmlänge ausgestrahlt.

## Über die Figur
Beutolomäus Sack ist ein Jutesack mit einem Gesicht und einer großen Knollennase. Auf seinem Sack-„körper“ hat er einen X-Flicken, der wie das X im ehemaligen KiKA-Logo aussieht. Er ist der „einzig wahre Sack des Weihnachtsmannes“. Als im Mittelalter die Bevölkerungszahl stieg und dadurch der Weihnachtsmann immer mehr Geschenke an die Kinder ausliefern musste, brauchte dieser neue Säcke, in die alle Geschenke passten. Der Schneidermeister Johann schuf ihm einen Sack, der so außergewöhnlich war, dass eine Trödlerin ihm für seine Arbeit zwei magische Knopfaugen schenkte. Durch diese Augen wurde Beutolomäus lebendig. Das durfte aber Johanns Frau Auguste nicht erfahren, die ihm aufgetragen hatte, zehn einfache Jutesäcke für den Weihnachtsmann zu nähen. Beutolomäus ist ein meist herzensguter, wenn auch sehr skeptischer Charakter. Er zeigt Mut, z. B. als er einen Räuber in die Flucht schlägt, der den Barden Wilhelm Wohlklang ausrauben wollte.

## Serien/Spielfilme
Es entstanden mehrere Serien und Spielfilme mit Beutolomäus in der Hauptrolle:
| Nr. | Originaltitel                                                           | Erstausstrahlung D | Regie               | Drehbuch                                                           |
| --- | ----------------------------------------------------------------------- | ------------------ | ------------------- | ------------------------------------------------------------------ |
| 1 | Beutolomäus (Adventskalender) (24-teilige Fernsehserie)                 | 1. Dez. 2000       | Thomas Unger        | Thomas Unger                                                       |
| Beutolomäus, der einzig wahre Geschenkesack des Weihnachtsmanns, hüpft und stolpert auch in diesem Jahr wieder von einem Abenteuer in das andere. Tatkräftige Unterstützung erhält er beim Öffnen der Adventskalendertürchen von beliebten ARD- und ZDF-Figuren wie Rabe Rudi und Tabaluga sowie den prominenten Politikern Johannes Rau und Gerhard Schröder. Zu seinen Fans gehören aber seit kurzem auch Popgrößen wie Elton John und die Backstreet Boys. |                                                                         |                    |                     |                                                                    |
| 2 | Beutolomäus und der Weihnachtsmann (24-teilige Fernsehserie)            | 1. Dez. 2001       | Frank Schleinstein  | Thomas Unger                                                       |
| In der Wohngemeinschaft der KiKA-Moderatoren Singa Gätgens, Karsten Blumenthal, Juri Tetzlaff und Lukas Koch zieht Beutolomäus ein. Er erlebt zusammen mit dem Weihnachtsmann und seinen Freunden aus der Wohngemeinschaft viele turbulente Abenteuer. |                                                                         |                    |                     |                                                                    |
| 3 | Beutolomäus sucht den Weihnachtsmann (24-teilige Fernsehserie)          | 1. Dez. 2005       | Hannes Spring       | Anne Benza-Madingou, Christina Erbertz, Oliver Pautsch, Kai Rönnau |
| Der Weihnachtsmann (Achim Wolff) wird vom Weihnachtshasser Pit Piestig (Martin Glade) entführt. Dieser hatte sich als Kind jedes Jahr einen weißen Hund gewünscht, doch weil er eine Hundehaarallergie hat, bekam er vom Weihnachtsmann nur Stoffhunde und ähnliche Ersatzgeschenke. Nach mehreren Anläufen gelingt es Beutolomäus, den Weihnachtsmann zu befreien und Pit wieder mit Weihnachten zu versöhnen. Unterstützt wird Beutolomäus bei seiner Suche von Kalle (Daniela Preuß). |                                                                         |                    |                     |                                                                    |
| 4 | Beutolomäus kommt zum Weihnachtsmann (13-teilige Fernsehserie)          | 18. Nov. 2006      | Uli Möller          | Anne Benza-Madingou, Christina Erbertz, Kai Rönnau                 |
| Da der Weihnachtsmann wegen der immer zahlreicher auf der Welt lebenden Kinder Transportprobleme hat, entwickelt der Schneider Johann (Wilfried Hochholdinger) einen neuen Geschenksack, in den alle Geschenke auf einmal hineinpassen. Dieser Sack wird dann Beutolomäus genannt. |                                                                         |                    |                     |                                                                    |
| 5 | Beutolomäus und der geheime Weihnachtswunsch (Spielfilm)                | 17. Dez. 2006      | Karl-Heinz Käfer    | Karl-Heinz Käfer                                                   |
| Beutolomäus wird von Ganoven mit einem Lieferwagen vom Hof der alten Schneiderwerkstatt aus entführt. Der sechsjährige Tim Hering (Joël Eisenblätter) wird ungewollt Zeuge davon. |                                                                         |                    |                     |                                                                    |
| 6 | Beutolomäus’ Adventskalender (24-teilige Fernsehserie)                  | 1. Dez. 2007       | –                   | Anne Benza-Madingou, Christina Erbertz, Kai Rönnau                 |
| 7 | Beutolomäus und die Prinzessin (12-teilige Fernsehserie)                | 2. Dez. 2007       | Jürgen Weber        | Anne Benza-Madingou, Christina Erbertz, Kai Rönnau                 |
| In Johanns Dorf steht die Welt Kopf: Die verwöhnte und stets gelangweilte Prinzessin Eleonore (Josefine Preuß) verlangt nach Amüsement. Deshalb verfügt sie über ihren Minister (Klaus Schindler), dass Weihnachten im Sommer gefeiert werden soll und alle eine Weihnachtssteuer zu entrichten haben. |                                                                         |                    |                     |                                                                    |
| 8 | Beutolomäus und der doppelte Weihnachtsmann (11-teilige Fernsehserie)   | 14. Dez. 2007      | Uli Möller          | Anne Benza-Madingou, Christina Erbertz, Kai Rönnau                 |
| Gerlach der Kräutergreis (Achim Wolff) will als Doppelgänger des Weihnachtsmannes den Kindern ihre Geschenke zeigen – aber nicht geben! Der Grund: Gerlach, der noch nie glücklich war, benötigt die Tränen aller Kinder, um endlich seine Glückssuppe vollenden zu können. |                                                                         |                    |                     |                                                                    |
| 9 | Beutolomäus und die vergessene Weihnacht (24-teilige Fernsehserie)      | 1. Dez. 2009       | Hannes Spring       | Andreas Schlüter                                                   |
| Der skrupellose Verkaufsmanager Richie Raff (Simon Licht) setzt den Weihnachtsmann mit einem Tee des Vergessens außer Kontrolle. Die Kinder sollen ihre Geschenke künftig nicht mehr vom Weihnachtsmann, sondern von seinem Konzern GameToy bekommen. Doch Beutolomäus entdeckt zusammen mit der Kräuterfrau Koranda (Andreja Schneider) und Kalle, dass es ein Gegenmittel gibt. |                                                                         |                    |                     |                                                                    |
| 10 | Beutolomäus und die Wunderflöte (Spielfilm)                             | 25. Dez. 2011      | Andrea Katzenberger | Christina Erbertz, Jan Strathmann                                  |
| Die achtjährige Pina läuft wegen eines Streits mit ihrem Vater (Steffen Münster) von zu Hause weg. Sie lernt die Schaustellerin Miranda (Jasmin Tabatabai) kennen, die sie überredet, mit ihr durch die Lande zu ziehen. Zum Glück erkennt Beutolomäus rechtzeitig, dass Miranda verbrecherische Absichten verfolgt und kann Pina retten. |                                                                         |                    |                     |                                                                    |
| 11 | Beutolomäus und der falsche Verdacht (Spielfilm)                        | 25. Dez. 2012      | Hannes Spring       | Michael Demuth                                                     |
| Beutolomäus hilft dem achtjährige Louis (Tim Rietz), der gerade mit seiner Mutter nach Hutzeldorf gezogen ist, nachdem er einen traurigen Wunschzettel geschrieben hat, in dem er sich nichts sehnlicher als Freunde wünscht. |                                                                         |                    |                     |                                                                    |
| 12 | Beutolomäus und der wahre Weihnachtsmann (24-teilige Fernsehserie)      | 1. Dez. 2017       | Alex Schmidt        | Alex Schmidt, Valentin Mereutza                                    |
| Alle 100 Jahre wird ein neuer Weihnachtsmann ausgewählt. In unserer Zeit fällt die magische Wahl auf den Schornsteinfeger Sascha Claus (Simon Böer). Doch der einsame und sich verlassen fühlende Ruprecht (Björn Harras) manipuliert die Wahl, so dass er als Weihnachtsmann erwählt wird. Beutolomäus jedoch entdeckt den Schwindel und setzt alles daran, mit Sascha und dessen Nichte Paule (Cloé Heinrich) Ruprecht zu überführen. |                                                                         |                    |                     |                                                                    |
| 13 | Beutolomäus und die vierte Elfe (Spielfilm)                             | 17. Dez. 2021      | Alex Schmidt        | Alex Schmidt, Valentin Mereutza                                    |
| Weihnachtsmann Sascha (Wayne Carpendale) und Beutolomäus freuen sich auf das kommende Weihnachtsfest. Auch die drei Weihnachtselfen sind in heller Aufregung, weil bis dahin noch viel zu tun ist. Eine vierte Elfe bringt Unruhe in die Weihnachtswelt: Rosalinde (Hanna Plaß), die jüngste Schwester der drei Weihnachtselfen Rosalie (Ramona Krönke), Rosalba (Annette Strasser) und Rosabella (Anna Fischer). Sie verhängt einen Wutfluch über ihre Schwestern und Sascha, welche von nun an wieder zu Kindern werden. Eine Katastrophe, denn so muss Weihnachten ausfallen. Beutolomäus holt sofort Hilfe: Ausgerechnet Ruprecht, den ehemaligen Widersacher vom Weihnachtsmann. Er soll die Kinder hüten, während sich Beutolomäus auf die Suche nach der vierten Elfe macht und sie gemeinsam den Fluch rückgängig machen. |                                                                         |                    |                     |                                                                    |
| 14 | Beutolomäus – Täglich grüßt der Weihnachtsmann (4-teilige Fernsehserie) | 3. Dez. 2024       | Alex Schmidt        | Alex Schmidt, Valentin Mereutza                                    |
| Durch einen magischen Zauber erlebt der Weihnachtsmann einen Tag im Advent immer und immer wieder. Verzweifelt versucht er mit der Hilfe von Beutolomäus und Ruprecht dem Zeitstrudel zu entkommen, doch erst wenn er sich wieder daran erinnert, worum es an Weihnachten wirklich geht, wird der kleine Zeitkobold ihn frei lassen. |                                                                         |                    |                     |                                                                    |

## Shows mit Beutolomäus

### Beutolomäus’ Adventsklatsch
In Beutolomäus’ Adventsklatsch, der jeweils an den Adventssonntagen und am Heiligen Abend um 15:00 Uhr ausgestrahlt wird, erwartet Beutolomäus prominente Musikgäste im Erfurter Studio, um dann zusammen mit den KiKA-Moderatoren Andree Pfitzner, Angela Furtkamp, Singa Gätgens, Juri Tetzlaff und Karsten Blumenthal ein Adventskränzchen abzuhalten. (ausgestrahlt in den Jahren 2001 und 2002)

## Trivia
- Die Flicken in den einzelnen Serienstaffeln sind unterschiedlich angeordnet.
- Zu Beginn der vierten Folge von Beutolomäus kommt zum Weihnachtsmann wird Beutolomäus vom Weihnachtsmann mit seinem Namen, der allerdings erst am Ende der Folge bestimmt wird, angesprochen.